# Andriej Smiecki
Andriej Smiecki (ros. Андрей Смецкий; ur. 16 lutego 1973 roku w Leningradzie) – rosyjski kierowca wyścigowy.

## Kariera
Smiecki rozpoczął karierę w wyścigach samochodowych w 2004 roku od startów w klasie Light Russian Touring Car Championship, gdzie jednak nie zdobywał punktów. W późniejszych latach Rosjanin startował także w European Touring Car Cup, World Touring Car Championship, Swedish Touring Car Championship oraz Finnish Super Touring Championship
W World Touring Car Championship Rosjanin startował w latach 2007-2008 z rosyjską ekipą Golden Motors. Jednak nigyd nie zdobywał punktów. Podczas obu wyścigu hiszpańskiej rundy w sezonie 2008 uplasował się na 21 pozycji, co było jego najlepszym wynikiem w mistrzostwach. W klasyfikacji kierowców niezależnych uplasował się na szesnastej pozycji.